# Hyper Bishi Bashi
Hyper Bishi Bashi o Hyper Bishi Bashi Champ (ハイパービシバシチャンプ?) es un videojuego de Konami publicado en julio de 1999 como arcade. Es una colección de minijuegos.
- Datos: Q16576757